# Kubaschnäppertyrann
Der Kubaschnäppertyrann (Contopus caribaeus) ist eine Vogelart aus der Familie der Tyrannen (Tyrannidae), die auf den nördlichen Bahamas und Kuba vorkommt.

## Merkmale
Das auffälligste Merkmal des Kubaschnäppertyranns ist der große, mondförmige halbe Augenring hinter dem Auge. Der Mantel hat eine oliv-braune Färbung, der Bauch ist sehr hell im Gegensatz zum dunklen, grauen Kopf. Der zweifarbige, sehr breite und flache Schnabel ist oben dunkel und unterseits orangegelb.
Der gesamte Körper misst 15–16 cm.
Die Unterart C. c. bahamensis ist generell grauer.

## Verbreitung und Lebensraum

Verbreitung

Der Kubaschnäppertyrann lebt auf Kuba und den nördlichen Bahamas in Kiefer- und Laubwäldern, an Waldrändern, Baumplantagen, Sümpfen, Mangroven und in buschigem Gestrüpp.

## Jagdverhalten
Er jagt von niedrigen Sitzwarten kleine Insekten, die er in kurzen Fangflügen fängt. Meistens kehrt er zu derselben Warte auch wieder zurück.

## Stimme
Der Gesang ist ein langer absinkender Ton. Er ruft oft mehrmals hintereinander „dii-dii-dii“.

## Brutverhalten
Er brütet von Februar bis März oder März bis Juni bis zu vier Eier in einem kleinen, becherförmigen Nest aus.